# Afroccidens allopatrica
Afroccidens allopatrica är en insektsart som beskrevs av Irena Dworakowska 1974. Afroccidens allopatrica ingår i släktet Afroccidens och familjen dvärgstritar. Inga underarter finns listade i Catalogue of Life.